# Ralph Guglielmi

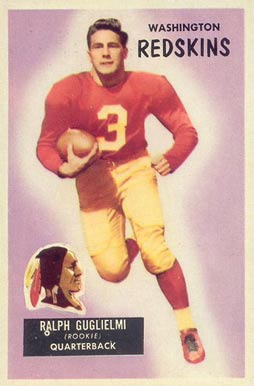
Tarjeta de Ralph Vincent Guglielmi (BOWMAN 1955).

Ralph Vincent Guglielmi (26 de junio de 1933 en Columbus, Ohio - 23 de enero de 2017) fue un jugador de fútbol americano estadounidense que tuvo presencia en la National Football League, en donde jugó para los Washington Redskins, St. Louis Cardinals, New York Giants y Philadelphia Eagles. Jugó al fútbol universitario en Notre Dame y fue seleccionado en la primera ronda del draft de 
1955.  Guglielmi fue seleccionado al Salón de la Fama del Fútbol Americano Universitario en 2001.